# バレーボールモルディブ男子代表
バレーボールモルディブ男子代表は、バレーボールの国際大会で編成されるモルディブの男子バレーボールナショナルチームである。

## 歴史
1983年1月1日にモルディブバレーボール協会が設立され、1984年に国際バレーボール連盟へ加盟。モルディブはアジアの後発チームの1つで、2000年代後半から積極的に国際舞台で経験を積んでいる。第14回大会の2007年アジア選手権に初出場、2009年の第15回大会で連続出場を果たし、世界選手権大陸予選は2006年予選、2010年予選に出場した。2010年1月付のFIVBランキングは72位に付けている。

## 過去の成績

### オリンピックの成績
- 出場なし

### 世界選手権の成績
- 2006年 - アジア予選敗退
- 2010年 - アジア予選敗退

### アジア選手権の成績
- 2007年 - 16位
- 2009年 - 18位